# جایزه بزرگ ایالات متحده
جایزه بزرگ ایالات متحده (به انگلیسی: ‎United States Grand Prix‎) یک گراند پری از سری مسابقات قهرمانی جهان فرمول یک است که از سال ۱۹۰۸ تاکنون در پیست امریکاس واقع در آستین، تگزاس، ایالات متحده آمریکا برگزار می‌شود. پرافتخارترین راننده در این گراند پری لوئیز همیلتون بوده‌است که در مجموع ۶ بار پیروز این مسابقه شده‌است. همچنین در میان سازندگان نیز فراری با ۱۰ بار پیروزی در این گراند پری، تاکنون پرافتخارترین سازنده در ایالات متحده بوده‌است.

## نگارخانه

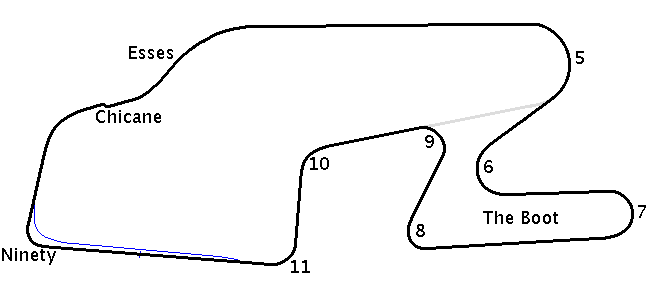